# Cleary Gottlieb Steen & Hamilton
Cleary Gottlieb Steen & Hamilton (spesso abbreviato in Cleary Gottlieb) è uno studio legale internazionale statunitense, tra i primi trenta al mondo per fatturato, con sede nel One Liberty Plaza di New York e 16 uffici in 13 Paesi tra Americhe, Asia-Pacifico, Europa e Medio Oriente.
È annoverato tra gli studi legali internazionali componenti il prestigioso gruppo Global Elite.

## Storia
La società venne fondata nel 1946 da sei soci uscenti dello studio Root, Clark, Buckner & Howland, che decisero di fondare un altro studio professionale inizialmente chiamato Cleary, Gottlieb, Friendly and Cox. Uno di costoro era Henry Friendly, il cui nome venne rimosso dalla denominazione aziendale dopo essere stato nominato giudice della Corte d'Appello statunitense per il Secondo Circuito, nel 1959.
Cleary Gottlieb è stato il primo studio statunitense abilitato ad esercitare la professione legale in Giappone, e nel corso degli anni ha rappresentato numerosi governi alle prese con ristrutturazioni del debito pubblico e pagamenti ai creditori (tra cui Argentina, Grecia, Congo e Costa d'Avorio).

## In Italia
Lo studio è stabilmente presente in Italia dal 1998, con due uffici ubicati a Roma (in Piazza di Spagna) e Milano (in prossimità di Piazza del Liberty).